# Sciara heteropus
Sciara heteropus är en tvåvingeart som först beskrevs av Philippi 1865.  Sciara heteropus ingår i släktet Sciara och familjen sorgmyggor. Inga underarter finns listade i Catalogue of Life.